# Горносилезка метрополия
Горносилезката метрополия (на полски: Górnośląsko-Zagłębiowska Metropolia; на немски: Oberschlesischer Metropolenverbund) е метрополен регион в Южна Полша, Силезко войводство. Заема площ от 1217,94 км2.

## География
Метрополията се намира в централната част на войводството.

## Население
Населението на метрополията възлиза на 1 969 349 души (2008).

## Административно деление
Съставена е от 14 града.
Градове:
- Битом
- Гливице
- Домброва Гурнича
- Забже
- Катовице
- Мисловице
- Пекари Шльонске
- Руда Шльонска
- Сосновец
- Тихи
- Хожов
- Шемяновице Шльонске
- Швентохловице
- Явожно

## Фотогалерия
- Битом
- Гливице
- Домброва Гурнича
- Забже
- Мисловице
- Пекари Шльонске
- Руда Шльонска
- Сосновец
- Тихи
- Хожов
- Шемяновице Шльонске
- Швентохловице
- Явожно